# 171. п. н. е.

## Догађаји
- Римска република објављује рат Македонији, који касније постаје познат као Трећи македонски рат. Римске трупе под конзулом Публијем Лицинијем Красом су послате у Тесалију, али их Персеј Македонски побеђује у бици код Каликина.
- Иберијци, потомци римских ветерана који су се борили у јужној Хиспанији у Другом пунском рату, долазе пред Римски сенат тражити да им се додели земља, односно град у коме би живели. Сенат пристаје, и оснива Картеју која тиме постаје прва римска колонија основана изван граница Италије.